# قصف مجلس الشورى الإسلامي 1908
وقع قصف مجلس الشورى الوطني 1908 في 23 يونيو 1908 في طهران، عندما أطلقت قوات لواء القوزاق التي تخدم الشاه، بمساعدة المدافع وجنود الكازاخ من الإمبراطورية الروسية المدفعية وهاجموا البرلمان الإيراني، مجلس الشورى الإسلامي.

## معلومات تاريخية
كان محمد علی شاه قاجار، ملك إيران، الذي اعتلى العرش في يناير 1907 ضد دستور إيران عام 1906 الذي تم التصديق عليه خلال فترة حكم والده مظفر الدين شاه. بعد توليه السلطة، قسمت الاتفاقية الأنجلو روسية في أغسطس من عام 1907 إيران إلى منطقة روسية في الشمال ومنطقة بريطانية في الجنوب. وحول البريطانيون دعمهم للشاه، متخلين عن الدستوريين.
وحاول الشاه بعد ذلك قمع مجلس الشورى الإسلامي والقضاء عليه بدعم سياسي وعسكري من روسيا وبريطانيا.

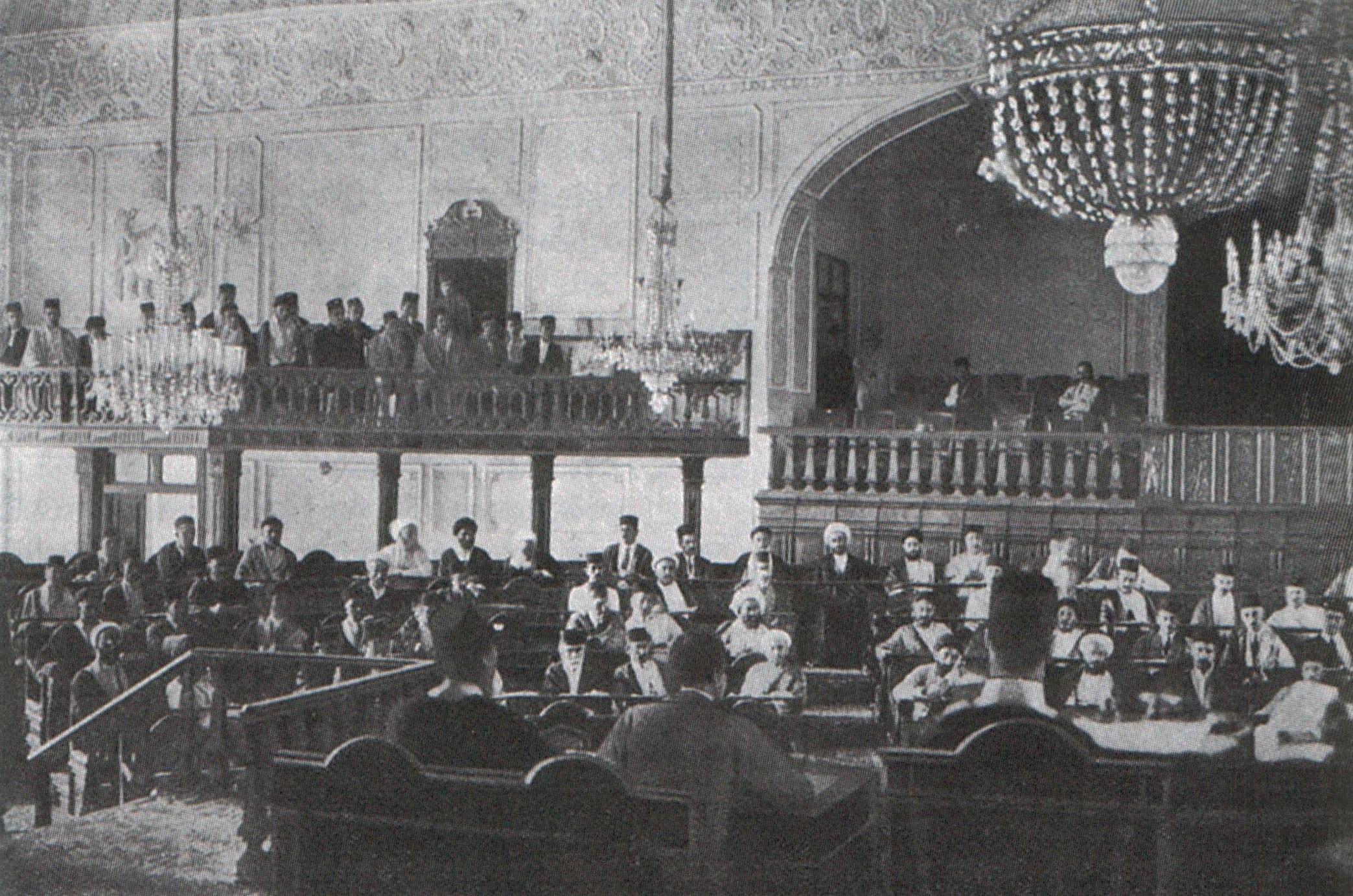
برلمان طهران - صورة عام 1906

بينما كانت الثورة الدستورية مستمرة في إيران، كان الشاه محتجزًا بمقر إقامته في حصن باغشاه بجنوب طهران. واستمد العون من جماعة قوزاق الروسية للسيطرة على الثورة وغادر مدينة طهران تحت رحمتهم.
تولى العقيد الروسي لياكهوف، الذي كان قائد لواء القوزاق، قيادة قوات قصف مجلس الشورى الإسلامي وأعدم العديد من قادة الحركة الدستورية في 23 يونيو 1908. ثم نهبت قواته أيضًا البرلمان وأتلفت المبنى. وقد أدى هذا الحدث لبداية فترة عرفت باسم الاستبداد الأصغر. وكنتيجة لذلك عينه الشاه حاكمًا عسكريًا لمدينة طهران، محولاً إياها إلى حامية عسكرية.
بالرغم من ذلك، كانت هناك في يوليو 1909 مسيرة عسكرية لقوات موالية للدستور من مقاطعة أذربيجان الإيرانية إلى طهران. وكان بمقدورها الاستيلاء على طهران والإطاحة بالشاه وإعادة صياغة الدستور. وقد ظل العقيد لياكهوف وقواته في خدمة الشاه حتى يوليو 1909 عندما تنازل الشاه وفر إلى روسيا. لذلك استسلم أيضًا لياكهوف ولواء القوزاق. وقد عفا القادة الدستوريون عن لياكهوف ربما للخوف من هجوم روسي وتمت إعادته إلى سانت بطرسبرغ.

## معرض الصور

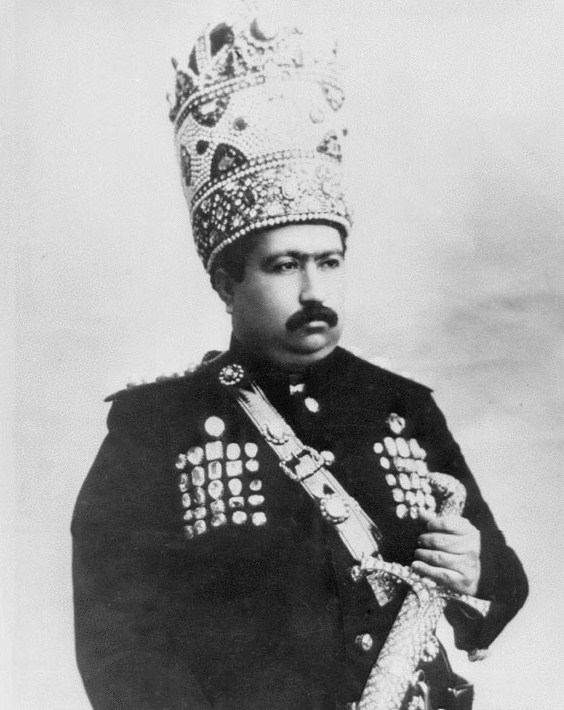
محمد علي شاه قاجار، الذي كان شاه بلاد فارس في وقت قصف طهران عام 1908 وأراد إخضاع مجلس الشورى الإسلامي.
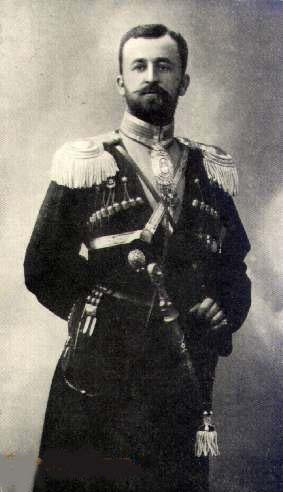
العقيد لياكهوف، قائد لواء القوزاق الفارسي، والمسؤول عن قصف طهران عام 1908.
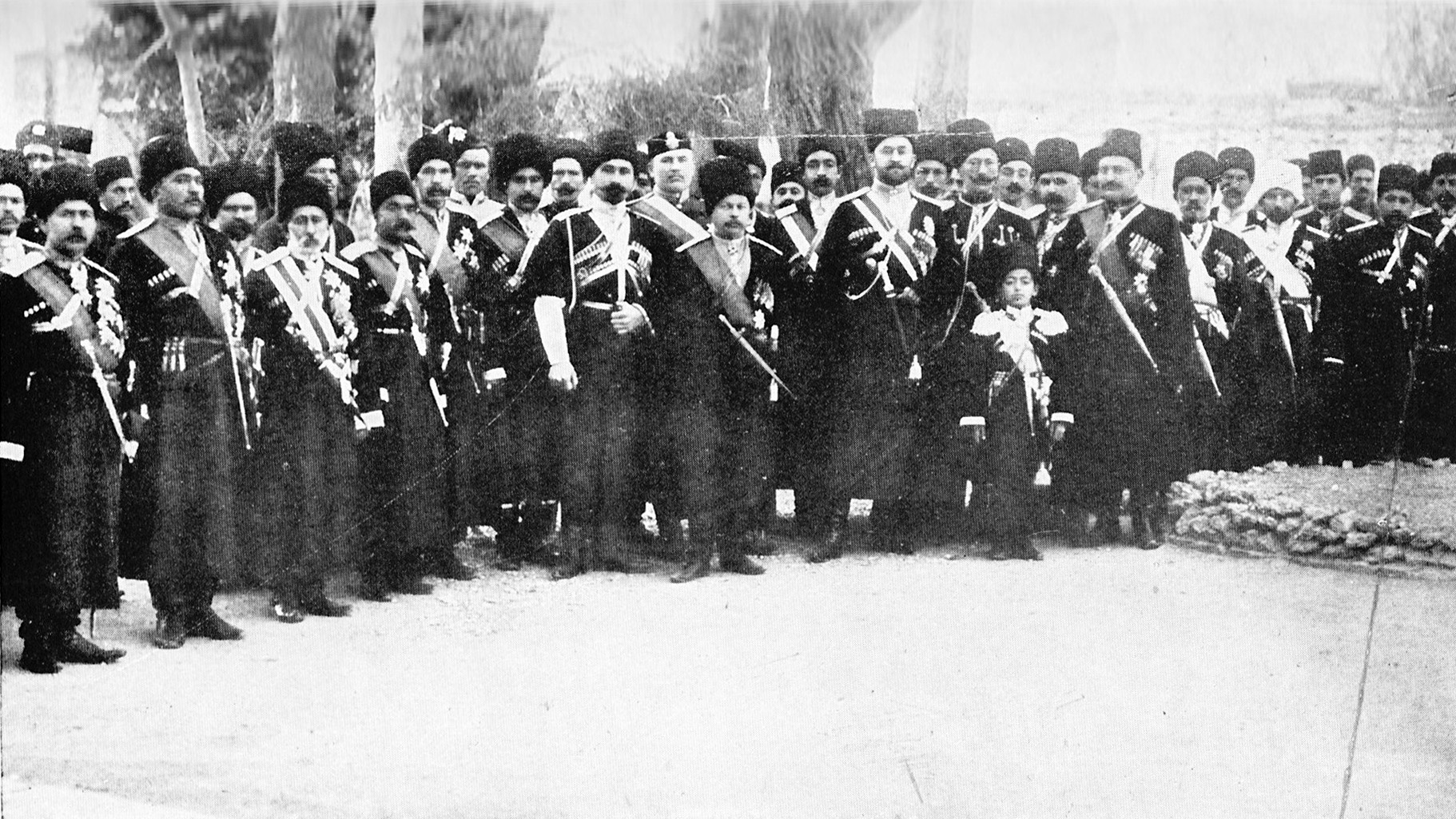
لواء القوزاق الفارسي (صورة عام 1909)، القوات التي قادت قصف عام 1908 لمجلس الشورى الإسلامي.